# Valērija Seile
Valērija Seile, född 1891, död 1970, var en lettisk politiker, pedagog och forskare. 
Hon blev 1920 den första kvinnan att väljas in i parlamentet.